# Credo EC 12

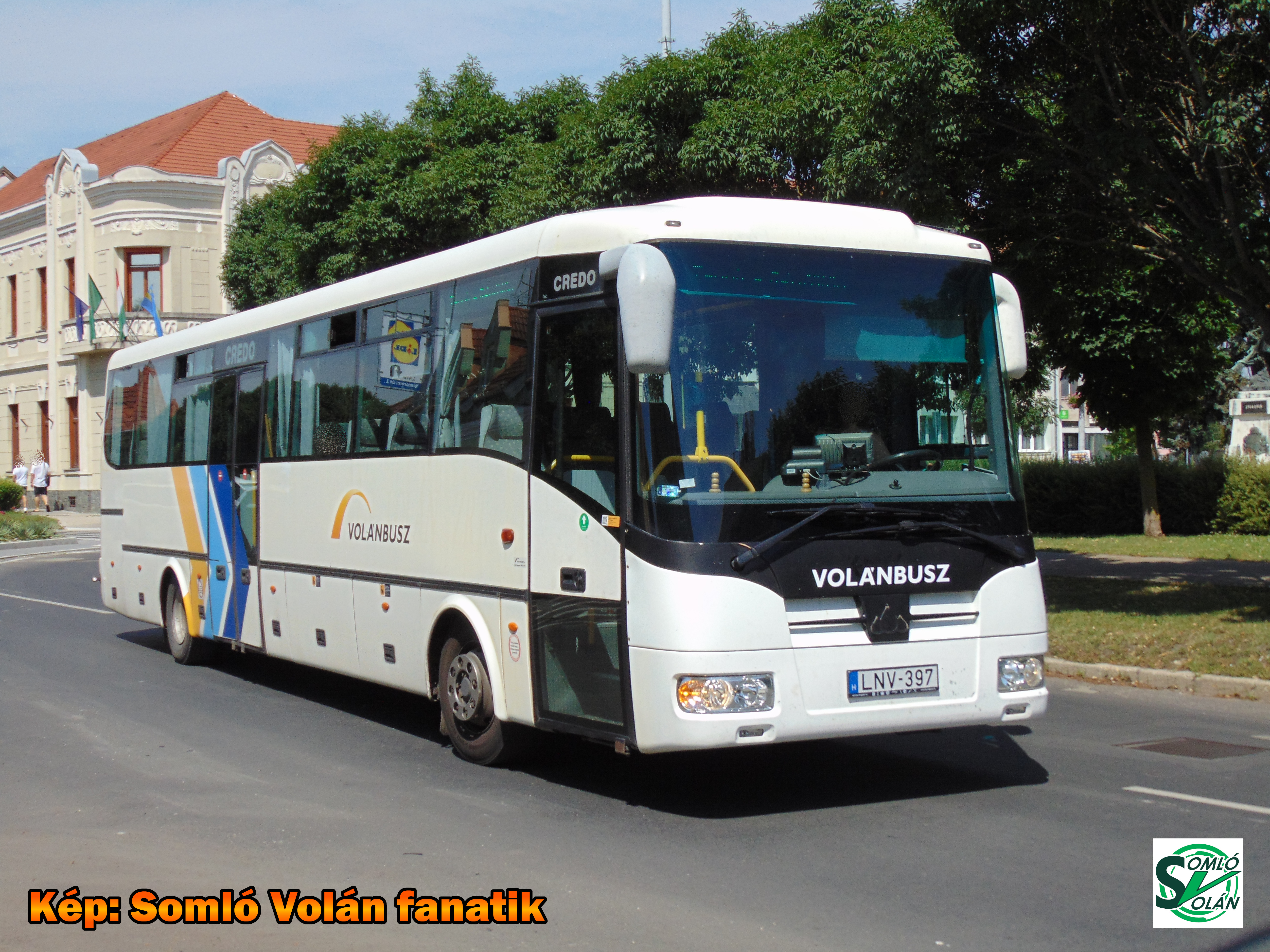
Credo EC 12 (LNV-397)

A Credo EC 12 autóbuszt a Krankovics István tulajdonában álló győri Kravtex-Kühne Csoport gyártotta. Elővárosi rendeltetésű, normálpadlós, 11,8 m hosszú autóbusz. A típus megtalálható a hazai Volánbusz Vállalatnál.
Az EC 12 sokáig a legsikeresebb Credo autóbusz volt. 2005-ben kezdték el gyártani, 2008-ban ráncfelvarráson esett át a típus. Az elterjedéséhez nagyban hozzájárult, hogy a 2006-ban, 2007-ben és 2008-ban is az ÁPV Zrt. illetve jogutódja, az MNV Zrt. megbízásából a hazai Volán-vállalatok autóbusz-rekonstrukciójára kiírt pályázatot a kategóriájában megnyerte, így a cég a három év alatt összesen 382 ilyen autóbuszt értékesíthetett. A 2008-as pályázat óta központi autóbusz-beszerzés nem történt, viszont a típus így is népszerű maradt a Volán-vállalatok körében. Népszerűségének elsődleges oka a kedvező vételár és fenntartási költség, valamint a gyártó különösen nagy rugalmassága a felszereltséget tekintve.
Az autóbusz alacsony komfortfokozatot képvisel. Elsődleges célja a régi, gyakran 20 év feletti Ikarus 266-os és Ikarus 260-as típusok leváltása az elöregedett hazai járműparkban.
A járművel majdnem teljesen megegyező kialakítású a Credo IC 12-es típussal, fontosabb műszaki különbség csak az ajtók tekintetében van.
A típust már nem gyártják, utóda a Credo Inovell, ami egyben váltotta az EC és az IC típust is.

## A jármű kialakítása

### Műszaki paraméterek
Az autóbusz korosszériája zárt, az övvonalig rozsdamentes acélból hegesztett önhordó jellegű. Kéttengelyes, elöl SOR gyártmányú független kerékfelfüggesztéssel, hátul Dana gyártmányú merev, egyfokozatú hypoid fogazású futóművel rendelkezik. 194 kW-os Iveco Tector motorral és 6 sebességes, manuális ZF sebességváltóval szerelik.
A padlómagassága 800 mm. Ajtóképlete 1-2-0, kifelé nyíló, pneumatikus működtetésű lengőajtók találhatók rajta.

### Külső
Az autóbusz homlok- és hátfala, teteje, valamint csomagtérajtajai üvegszál erősítésű poliészter műanyagból készülnek. Az oldalfal feszített acéllemez. Opcionális tétel az utastér alatti csomagtér.
A szélvédő ragasztott biztonsági üvegből készül. A jármű oldalán alapesetben egyrétegű síküvegek találhatóak, opcionális a kétrétegű sötétített, hővédő üvegezés. Az üvegeket Orosházán gyártják.

### Utastér
Az utastér padlózata járműipari műpadló, az oldalfalak és a tető laminált lemezzel burkoltak. Legalább 43, legfeljebb 49 ülés helyezhető el az utastérben. A gyártó hat különböző üléstípussal kínálja az autóbuszt.
A buszban opcionális tétel az ülések feletti hálós kalaptartó polc. Amennyiben az autóbusz klímaberendezéssel rendelkezik, hálós kalaptartó helyett a légcsatornával egybeintegrált, szövet burkolatú kalaptartót alakítanak ki.
A szellőzésről alapesetben 4 tetőventillátor gondoskodik. Opcionális tétel a klímaberendezés. Az utastérben radiátorok vannak elhelyezve, amelyek a motor hulladékhőjét használják a fűtésre.
A világítás kétfokozatú az utastérben, a nagyobbik fokozatról fénycső, a kisebbikről kék hangulatvilágítás gondoskodik. Kialakítása hasonló a MAN SL 223-as buszokban található világítótestekhez.

## Lásd még
- Credo IC 12
- Credo Inovell 12